# Barre des Écrins
La Barre des Écrins (4.102 metri) è la montagna più alta del Massiccio des Écrins e il quattromila alpino più occidentale e meridionale, posto  all'interno delle Alpi del Delfinato, l'unico interamente in territorio francese, tra i dipartimenti dell'Isère e delle Alte Alpi, in località Pelvoux.

## Descrizione
La vetta costituisce il punto culminante di una dorsale secondaria che si stacca dalla dorsale primaria che separa la valle del Vénéon dalla valle di Ailefroide.
La dorsale primaria corre in direzione circa N-S dalla Meije, contornando ad est il vallone degli Étançons, per poi piegare verso est raggiungendo la Roche Faurio; da qui scende al Col des Écrins, da dove risale verso SSW fino al Dôme de neige des Écrins, dove piega leggermente verso S-E fino al Pic Lory, anticima della Barre des Écrins vera e propria. Dal Pic Lory la dorsale prosegue in direzione sud verso il Col des Avalanches, risale alla punta de Le Fifre, ridiscende al Col du Fifre e risale al Pic Coolidge, punto nodale da cui si dipartono diverse dorsali.
Dal Pic Lory si diparte la dorsale secondaria che culmina nella Barre des Écrins, distante poco meno di 200 m dal Pic Lory in direzione Est. Dalla vetta, la dorsale piega in direzione N-E scendendo fino alla Brèche des Écrins, poi risale alla Barre Noire, dove piega leggermente verso E e prosegue, tra colli e successivi picchi, fino a raggiungere la Pointe du Serre Soubeyran, da dove scende nel ghiacciaio bianco.
I due versanti della dorsale dominano due ghiacciai. Il versante settentrionale scende sul Ghiacciaio Bianco, che scende in direzione NE fino alla Pointe du Serre Soubeyran, dove piega ad angolo retto verso SE, circondando quest'ultima montagna. Il versante meridionale domina invece il Glacier Noir, che scende in direzione circa ovest-est fino ad incontrare il vallone principale ai piedi del salto roccioso che delimita il ghiacciaio bianco. Il ghiacciaio bianco si incunea nell'anfiteatro formato da Dôme de neige, Pic Lory e Barre, salendo fino alla cresta; il versante meridionale è invece principalmente roccioso, fatta salva la presenza del Glacier des Barres, che dal ghiacciaio nero risale fin quasi alla Barre Noire, e ad altri piccolo ghiacciai secondari.
Dal punto di vista geologico, la parte sommitale è costituita da cloritoscisti; il massiccio è costituito essenzialmente da gneiss e scisti a diversa composizione e diverso grado metamorfico.
La Barre des Écrins è visibile perfino dalla zona delle Prealpi Lombarde in giornate particolarmente terse, restando comunque difficilmente riconoscibile.

### Vette

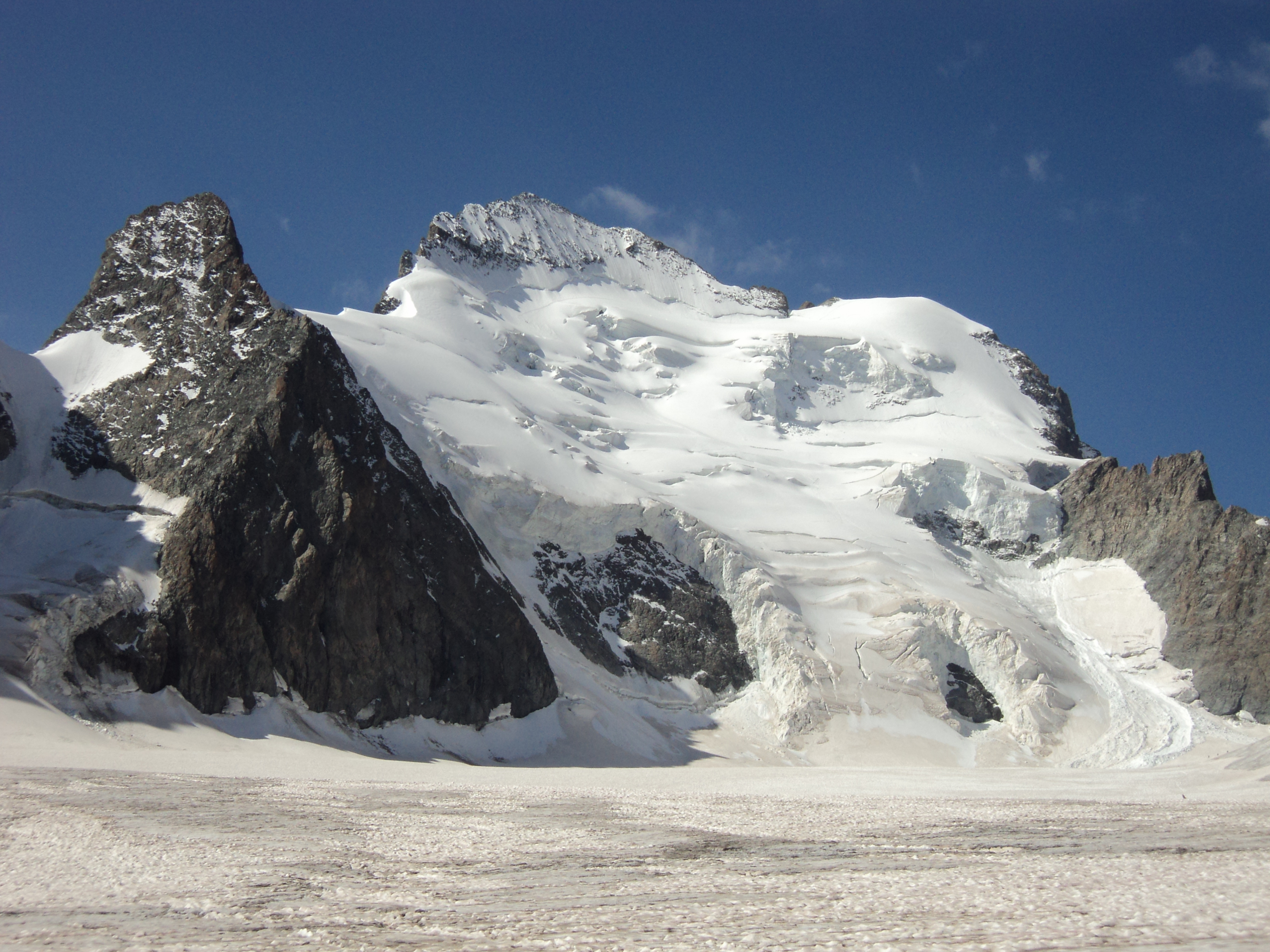
La Barre des Écrins al centro; a destra innvevato il Dôme de neige des Écrins e a sinistra la Barre Noire visti dal Glacier Blanc.

La Barre des Écrins è accompagnata da altre due vette vicine:
- Dôme de neige des Écrins - 4.015 m - separato dalla Barre dalla cosiddetta Brèche Lory;
- Pic Lory - 4.086 m - il quale è comunemente considerato come anticima della Barre stessa.

Conseguentemente il Dôme, a differenza del Pic, è visto come vetta separata ed annoverato tra i 4000 delle Alpi.

## Ascensioni

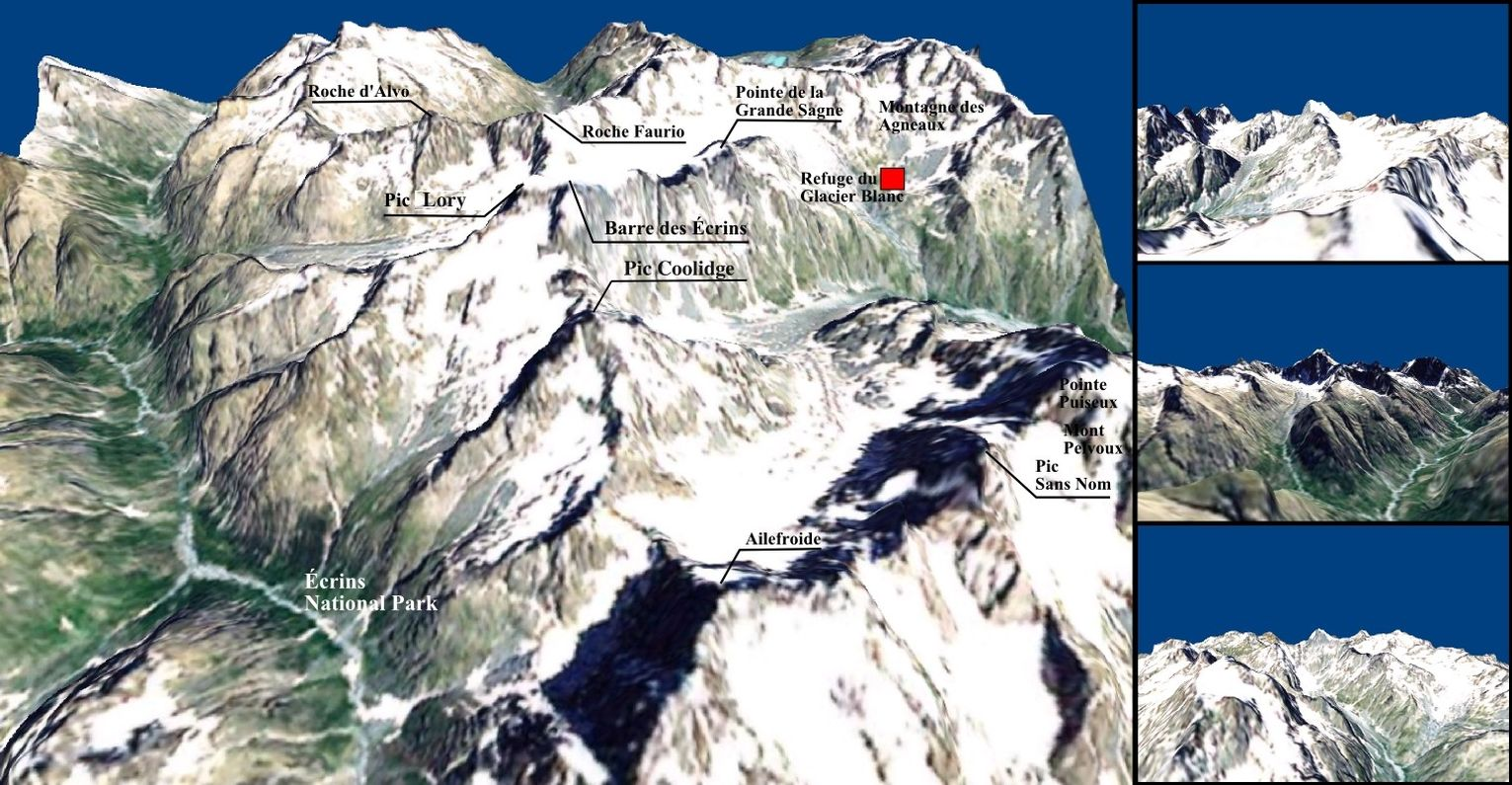
Barre des Écrins mappe e viste.

### Prima ascensione
La prima ascensione alla vetta fu effettuata il 25 giugno 1864 da un gruppo composto dagli alpinisti britannici Edward Whymper, Horace Walker ed Adolphus Warburton Moore, e dalle guide Christian Almer e Michel Croz. Il gruppo partì da La Bérarde il 24 giugno, e pernottò sul ghiacciaio della Bonne Pierre poco sotto il Col des Écrins; il giorno dopo, passato il colle, risalirono la parte sommitale del Glacier Blanc, raggiungendo la cresta a nord-est della vetta; risalendo la cresta raggiunsero la sommità. Seguirono poi la cresta in direzione ovest, per poi ridiscendere sul ghiacciaio, tornare al Col des Écrins, e scendere infine per il Glacier Blanc verso Ailefroide.

## Vie alpinistiche

### Via normale
La via normale alla Barre des Écrins parte dal fondo della vallata d'Ailefroide, nel comune di Pelvoux. Raggiunta la località Pre de Madame Carle (1874 m), si sale dapprima al Rifugio del Glacier Blanc (2.542 m) e poi al Rifugio des Écrins (3.175 m). Lasciato il secondo rifugio si tratta di risalire integralmente il Ghiacciaio Bianco. Arrivati alla Brèche Lory (3974 m, punto di separazione tra la Barre ed il Dôme) seguendo la cresta finale si arriva alla cima. Il grado di difficoltà è valutato in PD, con passaggi su roccia fino al III grado.

### Diretta Coolidge
Ascensione di ghiaccio sovente ripetuta che sale la ripida parete nord staccandosi dalla via normale e salendo direttamente tutto lo scivolo nevoso fino in vetta, percorsa da Christian Almer padre, Ulrich Almer, W.A.B. Coolidge, Christian Gertsch, 4 luglio 1870. AD/AD+.

### Pilastro sud
Grande classica del massiccio che percorre interamente il lungo sperone che la montagna pone al di sopra del Glacier Noire. Percorso per la prima volta da Jeanne Franco e Jean Franco, il 15 agosto 1944. Lunga ascensione di 800 m lungo uno spigolo con roccia di qualità alterna e che pone difficoltà fino al V+, lunghi tratti di IV e IV+, complessivamente TD.

### Arete Rouge
Altra grande classica del versante meridionale di difficoltà sostenute di IV+ lungo la cresta parallela al pilastro sud, meno frequentata ma su roccia più solida, sempre 800 di sviluppo sopra le terrazze dello zoccolo. Salita da Roubène Toumayeff e Jean Vernet, il 31 luglio 1926. Difficoltà complessiva TD-. Combinata spesso anche con la diretta che presenta passaggi di V+ ed evita l'attraversamento della gola iniziale che stacca dal pilastro sud.

### Via Gamma
Itinerario di estrema difficoltà tracciato lungo le placche a destra della Cresta Rossa ed esposto alle scariche di sassi. Aperto da Michele Frigerio, Eugenio Manni, Riccardo Milani e Manuele Panzieri, dall'11 al 13 agosto 1992, presenta passaggi fino al VII+ ed uno sviluppo di 1300 m, complessivamente ED/ED+.

### Via Diagonale per lo sperone della Base ed il couloir Jumeaux
Una via classica aperta da Raymond Leininger, J.A. Morin, Georges e Jean Vernet, 26 e 27 agosto 1936, che sale lo sperone al centro della parete per raggiungere le grandi terrazze al centro del muro e poi sale il grande colatoio che piega a destra verso la cresta. Complessivamente D.

### Via Diagonale per le Terrazze Reynier
Itinerario più diretto del precedente che punta direttamente in vetta tramite delle rampe che puntano alla Cresta Rossa, tracciato da Édouard Frendo e Paul Héraud, il 25 agosto 1941. 1400 m complessivamente D.

### Via originaria
È il primo itinerario del versante sud, aperto da Auguste Reynier con Maximin Gaspard e Joseph Turc, il 9 agosto 1893, passa per le medesime terrazze degli itinerari precedenti ma punta alla cresta nord-est per un sistema di colatoi intermedio tra il Jumeaux e la via precedente, seguendo i punti deboli della parete, 1200 m complessivamente D.

### Via della Torre Ocra
Variante alla via classica che esce a destra della via originaria lungo la torre più marcata della cresta, percorsa da Jean Franco, Karékine Gurékian e Paul Revel, il 28 agosto 1941. 1300 m, D.

### Diretta al Couloir Jumeaux
Variante che percorre la fascia di misto al di sotto del Couloir, 1200 m, TD. Tracciata da Claude Albran, Michel Frager, Pierre Guénebaud e François Labande, le 9 luglio 1967.

### Pilastro Gurekian
È la torre rocciosa che chiude a destra (est) le terrazze ed è stata percorsa da Karékine Gurékian, solo, il 21 luglio 1941. Ascensione di misto di 1100 m, complessivamente TD.

## Galleria d'immagini

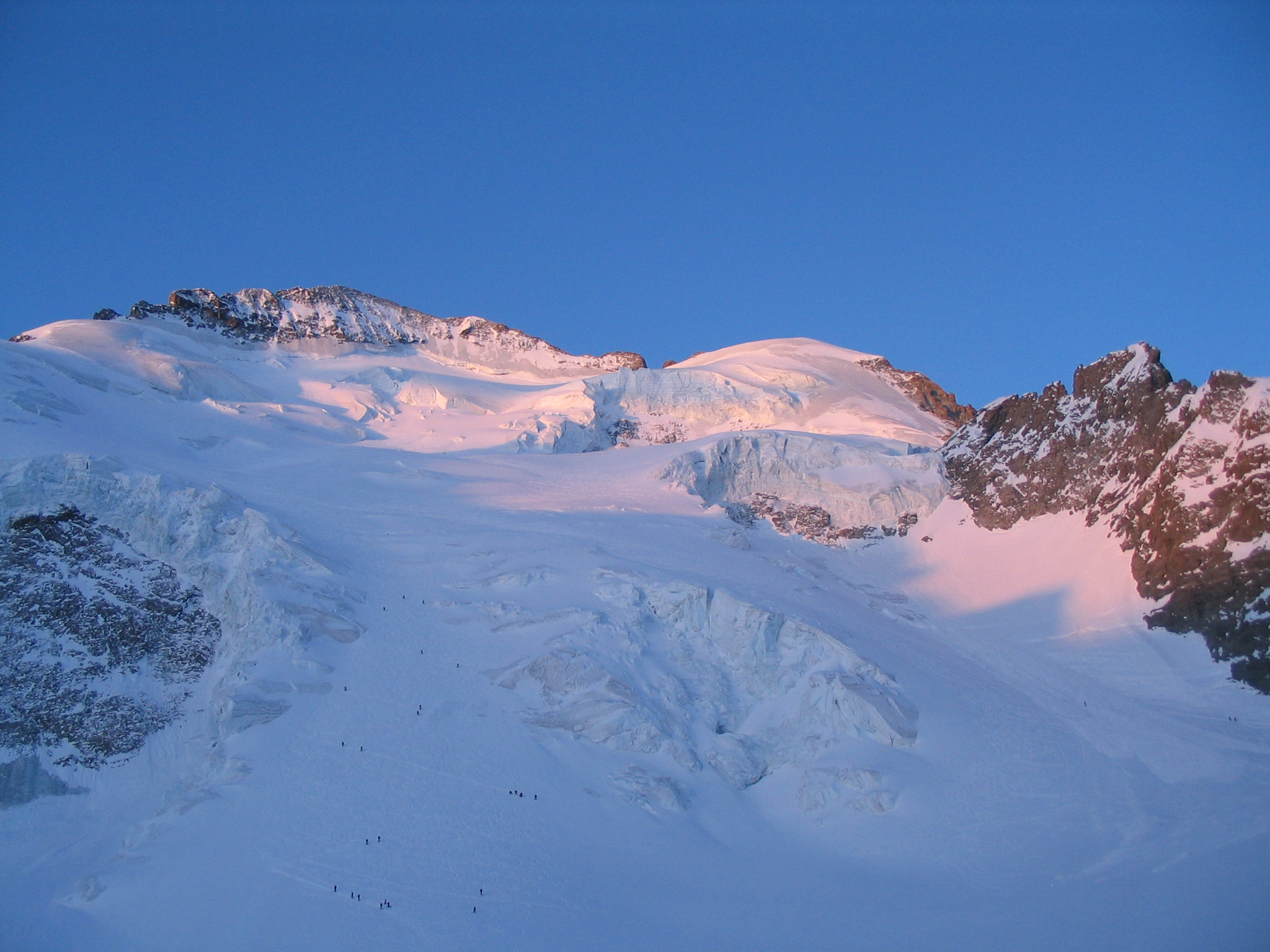
La parete nord della Barre, a sinistra, e del Dôme de neige des Écrins, a destra.
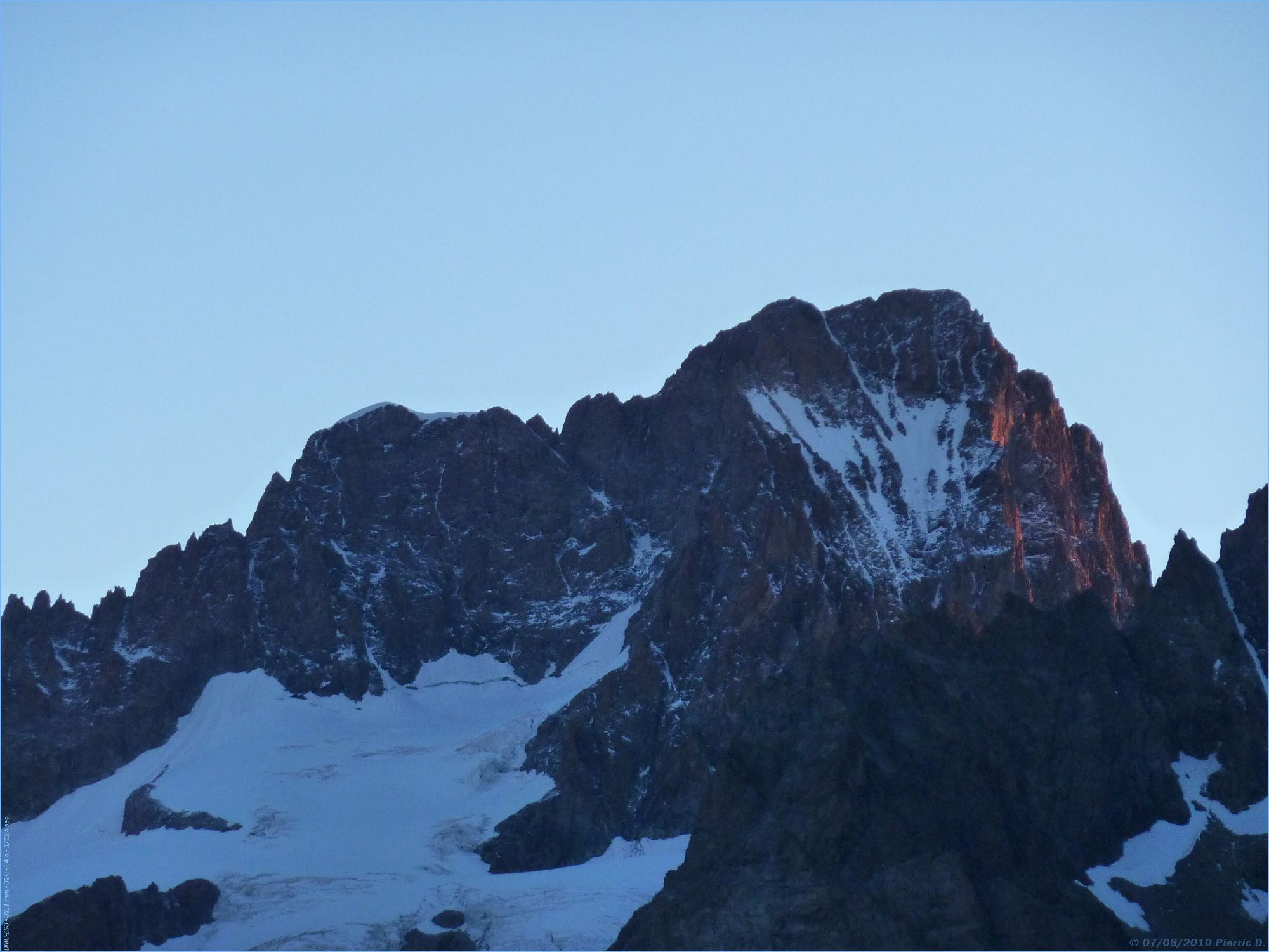
Da sinistra le pareti sud-ovest del Dôme de neige e della Barre des Écrins.
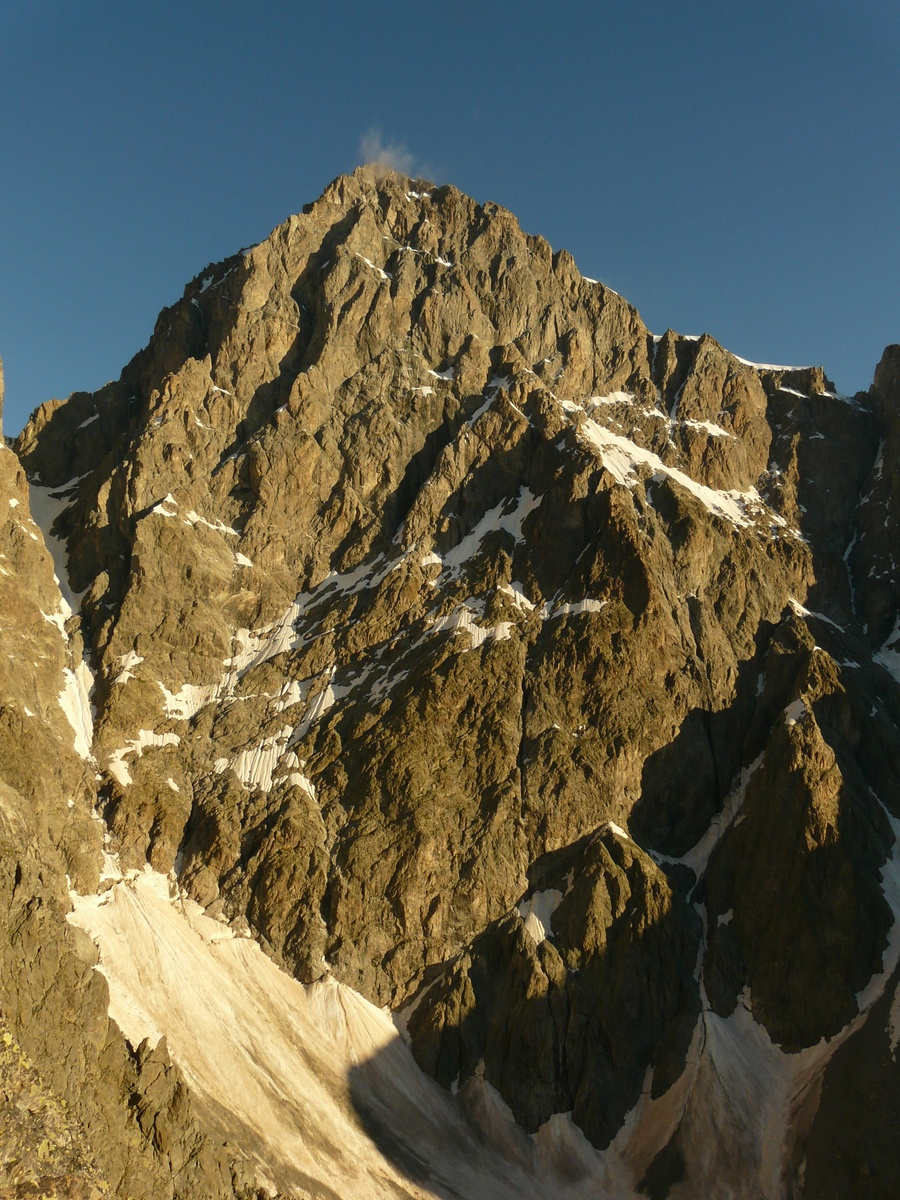
La parete sud della Barre des Écrins.
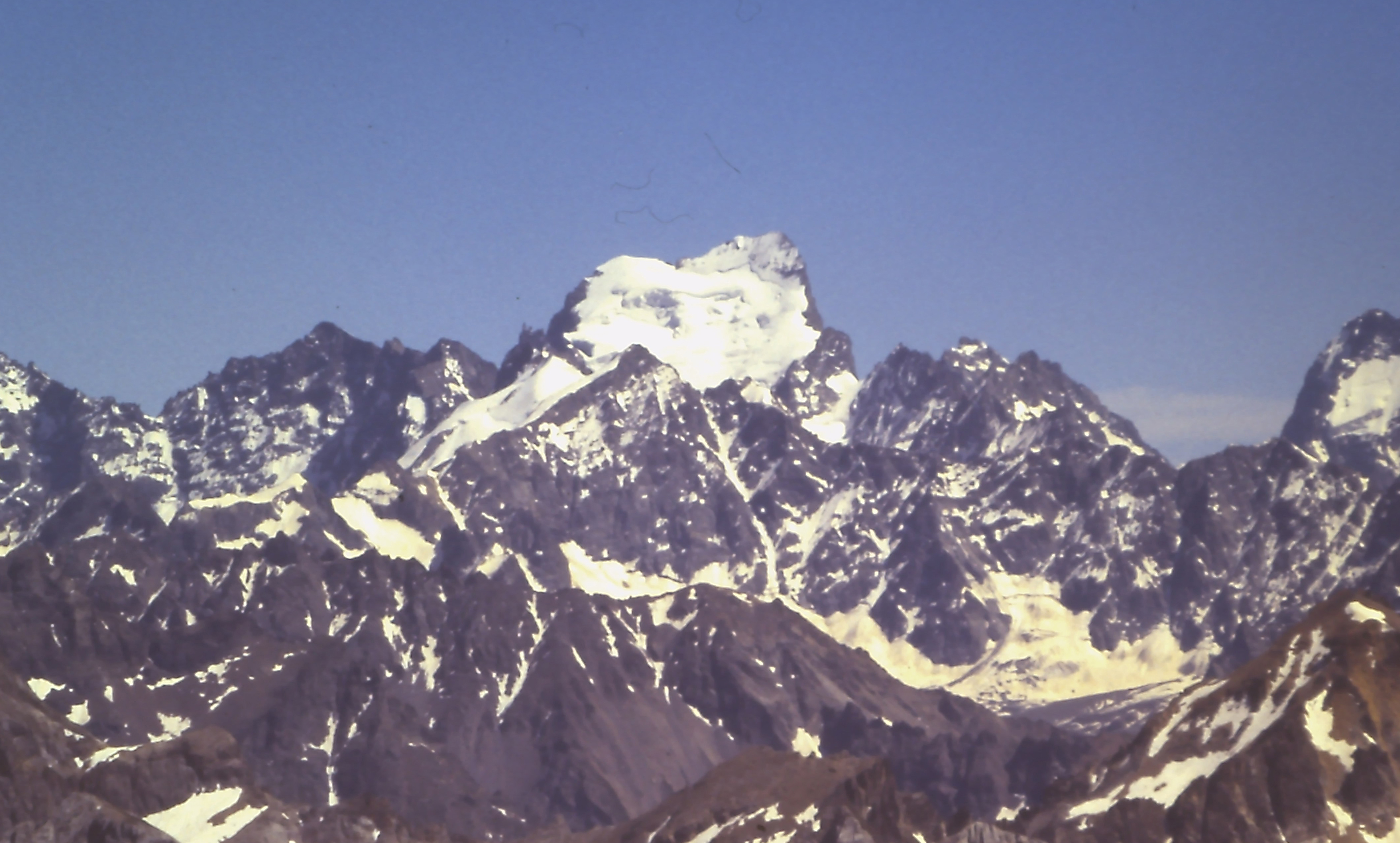
la Barre Des Ecrins (4.102 m. s.l.m. ) vista dalla vetta del Monte Thabor